# Challenger Series de Patinação Artística no Gelo de 2016–17
Challenger Series de Patinação Artística no Gelo de 2016–17 foi a terceira temporada do Challenger Series ISU, uma série de competições de patinação artística no gelo disputada na temporada 2016–17. São distribuídas medalhas em quatro disciplinas, individual masculino e individual feminino, duplas e dança no gelo.
A competição é organizada pela União Internacional de Patinação (em inglês:  International Skating Union), a série Challenger Series começou em 7 de setembro e continuaram até 10 dezembro de 2016.

## Calendário
A ISU anunciou o seguinte calendário de eventos que ocorreram no outono de 2016. O Ukrainian Open originalmente marcado para ocorrer entre 9 e 13 de novembro em Kiev foi cancelado.
| # | Evento                                            | Localização                    | Data                 | Ref    |
| - | ------------------------------------------------- | ------------------------------ | -------------------- | ------ |
| 1 | Lombardia Trophy de 2016                          | Bérgamo, Itália                | 8–11 de setembro     | [ 3 ]  |
| 2 | U.S. International Figure Skating Classic de 2016 | Salt Lake City, Estados Unidos | 14–18 de setembro    | [ 4 ]  |
| 3 | Nebelhorn Trophy de 2016                          | Oberstdorf, Alemanha           | 22–24 de setembro    | [ 5 ]  |
| 4 | Autumn Classic International de 2016              | Montreal, Canadá               | 29 de set.–1 de out. | [ 6 ]  |
| 5 | Ondrej Nepela Memorial de 2016                    | Bratislava, Eslováquia         | 30 de set.–2 de out. | [ 7 ]  |
| 6 | Finlandia Trophy de 2016                          | Helsinque, Finlândia           | 6–10 de outubro      | [ 8 ]  |
| 7 | Warsaw Cup de 2016                                | Varsóvia, Polônia              | 17–20 de novembro    | [ 9 ]  |
| 8 | Tallinn Trophy de 2016                            | Tallinn, Estônia               | 20–27 de novembro    | [ 10 ] |
| 9 | Golden Spin of Zagreb de 2016                     | Zagreb, Croácia                | 7–10 de dezembro     | [ 11 ] |

## Medalhistas

### Lombardia Trophy
| Evento                        | Ouro                                          | Prata                                       | Bronze                                         |
| Individual masculino detalhes | Shoma Uno · Japão                             | Jason Brown · Estados Unidos                | Max Aaron · Estados Unidos                     |
| Individual feminino detalhes  | Wakaba Higuchi · Japão                        | Kim Na-hyun · Coreia do Sul                 | Mirai Nagasu · Estados Unidos                  |
| Duplas detalhes               | Nicole Della Monica · Matteo Guarise · Itália | Valentina Marchei · Ondřej Hotárek · Itália | Rebecca Ghilardi · Filippo Ambrosini · Itália  |
| Dança no gelo detalhes        | Charlène Guignard · Marco Fabbri · Itália     | Lilah Fear · Lewis Gibson · Reino Unido     | Cecilia Törn · Jussiville Partanen · Finlândia |

### U.S. International Figure Skating Classic
| Evento                        | Ouro                                               | Prata                                          | Bronze                                                 |
| Individual masculino detalhes | Jason Brown · Estados Unidos                       | Takahito Mura · Japão                          | Adam Rippon · Estados Unidos                           |
| Individual feminino detalhes  | Satoko Miyahara · Japão                            | Mariah Bell · Estados Unidos                   | Karen Chen · Estados Unidos                            |
| Duplas detalhes               | Brittany Jones · Joshua Reagan · Canadá            | Jessica Calalang · Zack Sidhu · Estados Unidos | Alexandria Shaughnessy · James Morgan · Estados Unidos |
| Dança no gelo detalhes        | Madison Hubbell · Zachary Donohue · Estados Unidos | Kana Muramoto · Chris Reed · Japão             | Alexandra Paul · Mitchell Islam · Canadá               |

### Nebelhorn Trophy
| Evento                        | Ouro                                       | Prata                                           | Bronze                                     |
| Individual masculino detalhes | Alexander Petrov · Rússia                  | Jorik Hendrickx · Bélgica                       | Grant Hochstein · Estados Unidos           |
| Individual feminino detalhes  | Mai Mihara · Japão                         | Elizaveta Tuktamysheva · Rússia                 | Gabrielle Daleman · Canadá                 |
| Duplas detalhes               | Aliona Savchenko · Bruno Massot · Alemanha | Lubov Ilyushechkina · Dylan Moscovitch · Canadá | Mari Vartmann · Ruben Blommaert · Alemanha |
| Dança no gelo detalhes        | Anna Cappellini · Luca Lanotte · Itália    | Madison Chock · Evan Bates · Estados Unidos     | Piper Gilles · Paul Poirier · Canadá       |

### Autumn Classic International
| Evento                        | Ouro                                        | Prata                                             | Bronze                                                   |
| Individual masculino detalhes | Yuzuru Hanyu · Japão                        | Misha Ge · Uzbequistão                            | Max Aaron · Estados Unidos                               |
| Individual feminino detalhes  | Mirai Nagasu · Estados Unidos               | Alaine Chartrand · Canadá                         | Elizabet Tursynbaeva · Cazaquistão                       |
| Duplas detalhes               | Julianne Séguin · Charlie Bilodeau · Canadá | Vanessa James · Morgan Ciprès · França            | Marissa Castelli · Mervin Tran · Estados Unidos          |
| Dança no gelo detalhes        | Tessa Virtue · Scott Moir · Canadá          | Kaitlin Hawayek · Jean-Luc Baker · Estados Unidos | Laurence Fournier Beaudry · Nikolaj Sørensen · Dinamarca |

### Ondrej Nepela Memorial
| Evento                        | Ouro                                         | Prata                                       | Bronze                                         |
| Individual masculino detalhes | Sergei Voronov · Rússia                      | Kevin Reynolds · Canadá                     | Roman Savosin · Rússia                         |
| Individual feminino detalhes  | Maria Sotskova · Rússia                      | Yulia Lipnitskaya · Rússia                  | Mariah Bell · Estados Unidos                   |
| Duplas detalhes               | Evgenia Tarasova · Vladimir Morozov · Rússia | Yuko Kavaguti · Alexander Smirnov · Rússia  | Natalja Zabijako · Alexander Enbert · Rússia   |
| Dança no gelo detalhes        | Ekaterina Bobrova · Dmitri Soloviev · Rússia | Madison Chock · Evan Bates · Estados Unidos | Tiffany Zahorski · Jonathan Guerreiro · Rússia |

### Finlandia Trophy
| Evento                        | Ouro                                      | Prata                                              | Bronze                                         |
| Individual masculino detalhes | Nathan Chen · Estados Unidos              | Patrick Chan · Canadá                              | Maxim Kovtun · Rússia                          |
| Individual feminino detalhes  | Kaetlyn Osmond · Canadá                   | Mao Asada · Japão                                  | Anna Pogorilaya · Rússia                       |
| Duplas detalhes               | Meagan Duhamel · Eric Radford · Canadá    | Kristina Astakhova · Alexei Rogonov · Rússia       | Mari Vartmann · Ruben Blommaert · Alemanha     |
| Dança no gelo detalhes        | Alexandra Stepanova · Ivan Bukin · Rússia | Madison Hubbell · Zachary Donohue · Estados Unidos | Tiffany Zahorski · Jonathan Guerreiro · Rússia |

### Warsaw Cup
| Evento                        | Ouro                                         | Prata                                          | Bronze                                           |
| Individual masculino detalhes | Alexander Majorov · Suécia                   | Dmitri Aliev · Rússia                          | Stéphane Walker · Suíça                          |
| Individual feminino detalhes  | Nicole Schott · Alemanha                     | Kailani Craine · Austrália                     | Alexandra Avstriyskaya · Rússia                  |
| Duplas detalhes               | Valentina Marchei · Ondřej Hotárek · Itália  | Chelsea Liu · Brian Johnson · Estados Unidos   | Minerva Fabienne Hase · Nolan Seegert · Alemanha |
| Dança no gelo detalhes        | Ekaterina Bobrova · Dmitri Soloviev · Rússia | Tiffany Zahorski · Jonathan Guerreiro · Rússia | Lucie Myslivečková · Lukáš Csölley · Eslováquia  |

### Tallinn Trophy
| Evento                        | Ouro                                       | Prata                                      | Bronze                                             |
| Individual masculino detalhes | Roman Savosin · Rússia                     | Anton Shulepov · Rússia                    | Andrew Torgashev · Estados Unidos                  |
| Individual feminino detalhes  | Stanislava Konstantinova · Rússia          | Serafima Sakhanovich · Rússia              | Bradie Tennell · Estados Unidos                    |
| Duplas detalhes               | Alina Ustimkina · Nikita Volodin · Rússia  | Alisa Efimova · Alexander Korovin · Rússia | Goda Butkutė · Nikita Ermolaev · Lituânia          |
| Dança no gelo detalhes        | Elena Ilinykh · Ruslan Zhiganshin · Rússia | Isabella Tobias · Ilia Tkachenko · Israel  | Elliana Pogrebinsky · Alex Benoit · Estados Unidos |

### Golden Spin of Zagreb
| Evento                        | Ouro                                          | Prata                                             | Bronze                                       |
| Individual masculino detalhes | Oleksii Bychenko · Israel                     | Daniel Samohin · Israel                           | Keegan Messing · Canadá                      |
| Individual feminino detalhes  | Carolina Kostner · Itália                     | Elizaveta Tuktamysheva · Rússia                   | Alena Leonova · Rússia                       |
| Duplas detalhes               | Nicole Della Monica · Matteo Guarise · Itália | Kristina Astakhova · Alexei Rogonov · Rússia      | Ashley Cain · Timothy Leduc · Estados Unidos |
| Dança no gelo detalhes        | Charlène Guignard · Marco Fabbri · Itália     | Kaitlin Hawayek · Jean-Luc Baker · Estados Unidos | Alisa Agafonova · Alper Uçar · Turquia       |

## Quadro de medalhas
| Ordem | País           | Medalha de ouro | Medalha de prata | Medalha de bronze |     | Ordem por total |
| ----- | -------------- | --------------- | ---------------- | ----------------- | --- | --------------- |
| 1     | Rússia         | 11              | 11               | 8                 | 30  | 1               |
| 2     | Itália         | 7               | 1                | 1                 | 9   | 4               |
| 3     | Canadá         | 5               | 4                | 4                 | 13  | 3               |
| 4     | Japão          | 5               | 3                |                   | 7   | 5               |
| 5     | Estados Unidos | 4               | 9                | 13                | 26  | 2               |
| 6     | Alemanha       | 2               |                  | 3                 | 5   | 6               |
| 7     | Israel         | 1               | 2                |                   | 3   | 7               |
| 8     | Suécia         | 1               |                  |                   | 1   | 8               |
| 9     | Austrália      |                 | 1                |                   | 1   | 8               |
| 9     | Bélgica        |                 | 1                |                   | 1   | 8               |
| 9     | Coreia do Sul  |                 | 1                |                   | 1   | 8               |
| 9     | França         |                 | 1                |                   | 1   | 8               |
| 9     | Reino Unido    |                 | 1                |                   | 1   | 8               |
| 9     | Uzbequistão    |                 | 1                |                   | 1   | 8               |
| 15    | Cazaquistão    |                 |                  | 1                 | 1   | 8               |
| 15    | Dinamarca      |                 |                  | 1                 | 1   | 8               |
| 15    | Eslováquia     |                 |                  | 1                 | 1   | 8               |
| 15    | Finlândia      |                 |                  | 1                 | 1   | 8               |
| 15    | Lituânia       |                 |                  | 1                 | 1   | 8               |
| 15    | Suíça          |                 |                  | 1                 | 1   | 8               |
| 15    | Turquia        |                 |                  | 1                 | 1   | 8               |
| TOTAL | TOTAL          | 36              | 36               | 36                | 108 | —               |